# Élodie Lorandi
Élodie Lorandi (31 de mayo de 1989) es una nadadora paralímpica francesa que ganó medallas en los Juegos Paralímpicos de 2008 y 2012. El 1 de enero de 2013, Lorandi fue nombrada Caballero (Caballero) de la Legión de Honor. También compitió como remera adaptada en el equipo francés PR3 mixto con timonel en el Campeonato Mundial de Remo de 2018 (medalla de bronce) y en el Campeonato Mundial de Remo de 2019.

## Biografía
Élodie nació con una discapacidad física en su pierna derecha, causada por complicaciones debido a la falta de oxígeno durante su nacimiento. A pesar de esta dificultad, su infancia estuvo marcada por su determinación para superarse a sí misma. Desde una temprana edad, encontró en la natación una pasión que le permitió superar las barreras físicas y emocionales.
Desde su adolescencia, Élodie mostró un talento excepcional con la natación, lo que la llevó a participar en competencias nacionales antes de unirse al equipo paralímpico francés. Su carrera es un ejemplo de resiliencia, compromiso y de mucha excelencia.
Además de su excelente vida deportiva, Lorandi ha dedicado tiempo a la puericultura. También es conocida por su carácter accesible, su optimismo y voluntad de compartir su experiencia con las nuevas generaciones de jóvenes atletas.

## Carrera Deportiva

### Inicios y debut internacional
Élodie realizó su debut en la escena internacional durante los juegos paralímpicos de Pekín 2008. En aquel torneo obtuvo una medalla de bronce en los 400 metros estilo libre(S10). Este logro marcó el inicio de una carrera, que la llevaría a convertirse en una de las nadadoras más destacadas de Francia.

### Londres 2012
En los Juegos Paralímpicos de Londres 2012, Lorandi alcanzó la cima de su carrera deportiva al ganar cuatro medallas:
- Oro en los 400 metros estilo libre (S10).
- Plata en los 100 metros estilo libre (S10).
- Plata en los 100 metros mariposa (S10).
- Bronce en el relevo 4x100 metros estilo libre (34 puntos).

#### Carrera posterior y Río 2016
En los Juegos Paralímpicos de Río 2016, aunque no logró igualar el mérito que tenía previamente, siguió demostrando sus habilidades y determinación al competir contra las mejores nadadoras del mundo. Durante este tiempo, también participó en campeonatos mundiales y europeos, acumulando aún más medallas en sus especialidades.
En 2024 disputó los Juegos Paralímpicos de París representando a Francia, donde obtendría un sexto lugar.

## Estilo y Técnica
Lorandi compite en la clase s10, que agrupa a los atletas con diversas discapacidades físicas moderadas. su especialidad, es el estilo libre y mariposa, estos se caracterizan por una técnica más fluida y una resistencia física bastante impresionante. La combinación de velocidad y técnica la posicionó como una de las mejores en su categoría, especialmente en los eventos de media y larga distancia.
Además, es su enfoque mental que ha sido fundamental en su éxito. En entrevistas, Élodie ha destacado la importancia de mantenerse positiva y enfocada en los objetivos a largo plazo, superando los desafíos día tras día.

## Legado e Impacto
El impacto de Élodie Lorandi trasciende sus logros deportivos. Ha sido una de las figuras claves en la promoción de la participación del deporte inclusivo, participando activamente en campañas de concientización y programas educativos. Ha sido embajadora de organizaciones deportivas y de accesibilidad. Labores que han inspirado a jóvenes atletas con discapacidad.